# XXXIIIe siècle av. J.-C.
../.. |
Ve millénaire av. J.-C. |
IVe millénaire av. J.-C. |
IIIe millénaire av. J.-C. |
../..
XXXVe siècle av. J.-C.
| XXXIVe siècle av. J.-C. 
| XXXIIIe siècle av. J.-C.
| XXXIIe siècle av. J.-C. 
| XXXIe siècle av. J.-C.
Liste des millénaires |
Liste des siècles
Le XXXIIIe siècle av. J.-C. du calendrier julien proleptique couvre la période allant de l'an -3299 (= 3300 av. J.-C.) à l'an -3200 (= 3201 av. J.-C.) inclus.

## Événements

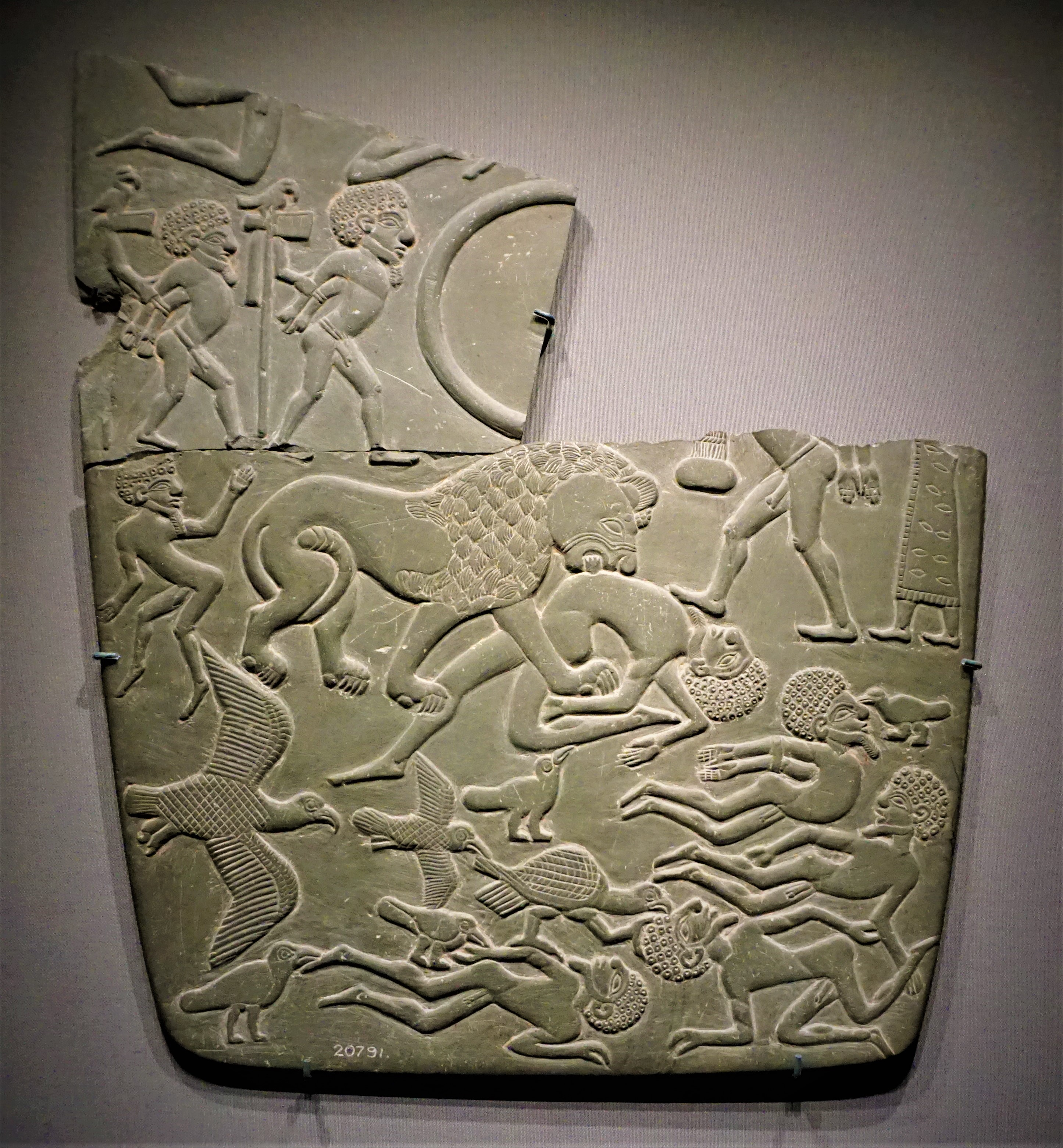
La Palette du champ de bataille, fin de la période Nagada III, British Museum.

- 3300-3100 av. J.-C. : culture de Nagada III en Égypte ; unification des traits culturels dans la vallée du Nil et le delta. Premiers hiéroglyphes dans la tombe Uj du cimetière d'Oumm el-Qa'ab[1]. Éclosion du bas-relief, transformant les palettes à fard en schiste en véritables objets rituels et votifs, utilisant comme support des objets d’ivoire (manche de couteau de Gebel el-Arak). Un certain nombre d’éléments de décors, les trouvailles de quelques sceaux sumériens témoignent de rapports et d’échanges avec la Mésopotamie.
- 3300-3200 av. J.-C. : apparition de l’écriture hiéroglyphique égyptienne dans la tombe Uj du cimetière d'Oumm el-Qa'ab[2].
- Vers 3300-3200 av. J.-C. : époque de la vie d'Ötzi, dont la momie naturelle a été retrouvée dans les Alpes de l'Ötztal à la frontière entre l’Autriche et l’Italie en 1991[3].
- Vers 3300 av. J.-C. : premier habitat de Lesbos[4].
- 3300 av. J.-C. : restes de maïs (phytolithes et pollens) collectés près du lac Ayauchi en Amazonie équatorienne, au pied des Andes[5].